# Carew wrych
Carew wrych (bułg. Царев връх) – szczyt pasma górskiego Riła, w Bułgarii, o wysokości 2376 m n.p.m.